# ミッション・マンガル 崖っぷちチームの火星打上げ計画
『ミッション・マンガル 崖っぷちチームの火星打ち上げ計画』（ミッション・マンガル がけっぷちチームのかせいうちあげけいかく、英語:Mission Mangal、「火星計画」の意味）は、2019年のヒンディー語によるインドのドラマ映画。監督はジャガン・シャクティで、ケープ・オブ・グッドフィルムズ、ホープ・プロダクション、フォックス・スター・スタジオ、アルナ・バティア、アニール・ナイドゥの共同製作である。主な出演者はアクシャイ・クマール、ヴィディヤー・バーラン、ソーナークシー・シンハー、タープシー・パンヌ、ニティヤー・メネン、キールティ・クルハーリー、シャルマン・ジョーシー、H・G・ダッタトレーヤおよびヴィクラム・ゴーカレー。この映画は、インド初の惑星間探査計画マーズ・オービター・ミッションに参加したインド宇宙研究機関の科学者たちの経歴を大まかなベースとしている。日本での公開に際しては「崖っぷちチームの火星打上げ計画」という副題が付された。
『ミッション・マンガル』は、2018年11月に製作が告知された。『パッドマン 5億人の女性を救った男』（2018年）に助監督として参加したシャクティが、プロットをクマールに売り込んだ。主要撮影は2018年11月に開始された。映画のサウンドトラックはアミット・トリヴェディとタニシュク・バーグチーにより、バーグチーおよびアミターブ・バッタチャーリヤの歌詞を付けて作曲され、ジー・ミュージック・カンパニーからリリースされた。
『ミッション・マンガル』はインド独立記念日である2019年8月15日に劇場公開された。評論家から好意的な評価を受け、世界で29億0590万ルピーの収入を上げる商業的成功を得た。

## あらすじ
ベンガルールのインド宇宙研究機関 (ISRO)が2010年12月25日に発射したGSLV-F06は、エンジンの異常から失敗した。打ち上げ直前のチェックで上がってきた軽微な異常をプロジェクトディレクターのタラ・シンデは「問題なし」と判断して責任者のラケーシュ・ダワンに伝え、結果的にそれが原因となった。ラケーシュとタラは責任を取らされる形で火星探査計画「マーズ･オービター･ミッション」(MOM)へと異動となった。新しいGSLV計画の責任者はインド出身のNASAの科学者・ルパート・デサイが就任した。火星への到達を目指すMOMは、その予算の制約により、ISRO内部では実現不可能とみられていた。
帰宅後のタラに、プーリーを揚げているメイドが全部のプーリーを揚げるにはガスが足りないと伝えたところ、タラは油を熱してからガスを切り、油の温度が下がったらまたガスを点火すればいいと話す。その瞬間、タラはMOMを発射するアイディアがひらめいた。MOM探査機は地球周回軌道の外に出るために燃料の噴射を利用し、さらに地球の重力を利用したスイングバイを使えば燃料をうまく温存することができる。タラはラケーシュにこのアイディアを披露し、この方法を使えばGSLVよりも推力の低いPSLVでも火星に探査機を送り込めるとラケーシュに力説する。ラケーシュはそれに同意した。二人はISRO幹部を集めた会議でこのプランをプレゼンテーションした。ルパートはPSLVのペイロードがわずか1500kgに過ぎない点などを挙げて探査機を送り込むのは無謀と反対したが、ISRO総裁はラケーシュの説得を受け入れてミッションがスタートした。
タラとラケーシュはルパートに優秀なメンバーを貸してくれるように頼んだものの、ルパートがよこしたのはミッションでの発射経験のない若手や定年間近な科学者と技術者だった。彼らは火星探査計画の実現性を疑っていたが、タラとラケーシュの熱意を受けて計画に取り組み始める。ところが、その矢先に計画の延期が伝えられ、二人を除くメンバーはチームを去り、タラも辞職を決意する。ラケーシュは再度幹部の会議に出席し、地球と火星の接近時期から今を逃すと数年先までチャンスがないこと、月探査計画の延期で予算が浮くことを指摘した。ISRO総裁は再度ラケーシュに同意するも、予算は当初の半額に減らされることになる。タラ以下のメンバーは再度招集された。しかし再び集まったメンバーはタラを除いて士気が低かった。「科学者は夢を仕事にできる選ばれた人間だ。その夢を取り戻すことを考えよう」とラケーシュに諭されたタラは、各自が「科学者になる夢を抱いたきっかけ」を思い起こす「科学者の誕生日」というパーティーを開き、メンバーの初心を蘇らせた。ミッションに取り組むようになったメンバーは余裕のないスケジュールと非常に少ない予算の中で、対応策をいくつも作ってMOMのプロジェクトを遂行し続けた。
探査機の発射は天候悪化で順延し、最終予備日の2013年11月5日についに打ち上げられ、「マンガルヤーン」（サンスクリットで「火星の乗り物」）と名付けられた。探査機は無事地球周回軌道に乗る。ラケーシュとそのチームは発射成功を祝った。しかし、6周目で上位の軌道に移るときに噴射に失敗し、ミッションは6日間遅延する。
数か月後、火星への途上で探査機は太陽風に直撃され、通信システムに大きな障害を受けた。チームが通信を回復させたとき、太陽風が探査機を加速してより前に進んでいることがわかり、探査機が地球周回軌道で受けた6日間のギャップがそれを招いたのだった。火星に向けた298日の飛行を経て、2014年9月24日にMOM探査機は火星周回軌道に乗った。それは世界で4か国目の事例であり、最初の挑戦で成し遂げた初の国となった。

## 登場人物
ラケーシュ・ダワン
演 - アクシャイ・クマール
MOM計画の主任で独身。ポジティブな思考の持ち主で、「不可能」という言葉を嫌う。幹部を会議で説得したときには、かつてISRO総裁とともに乏しい資材でロケットを作ったアブドゥル・カラーム前大統領と架空の電話で「会話」する演技も使った。
タラ・シンデ
演 - ヴィディヤー・バーラン
プロジェクトディレクター。夫と男女の子供がいる。夫からは仕事を辞めるよう求められている。男子は敬愛する音楽家に習ってイスラム教に関心を抱き、夫はそれを不快に感じていたが、タラは自分の好きな道を選ぶことを勧める。
ISRO総裁
演 - ヴィクラム・ゴーカレー
ISROのトップ。ルパートを迎える一方で、ラケーシュの熱意にも理解を示す。
クリティカ・アッガルワール
演 - タープシー・パンヌ
航法・通信技術の専門家。夫のリシーは軍人で軍務中に重傷を負い、しばらくの間その看護に付き添っていた。夫から「自分と同じく、国のための任務だ」と励ましを受けて仕事に復帰する。
ヴァルシャー・ピラーイー
演 - ニティヤー・メネン
機体設計技師でペイロード専門家。既婚だが仕事をしている間は子供をもうけないことにしており、そのことで義母になじられていた。ミッション延期でチームを去ったときに人工授精で妊娠、復帰後は仕事を続けながら無事に出産する。
ネハ・シッディクィ
演 - キールティ・クルハーリー
機体の自律制御設計兼ペイロード専門家。夫が不倫したことで別居しているが、ムスリムであることで家をなかなか借りられなかったり門限を設けられたりしていた。途中からアナントの家に泊まるようになる。
エカ･ガンディ
演 - ソーナークシー・シンハー
推進コントロールの専門家。出自は孤児で、姓は養護施設で付けられた。インドの事物を嫌っており、サリーも着用しない。NASAに行くことを計画し、ルパートにもその相談をしていた。探査機の燃料搭載量では到達は不可能と発言してラケーシュに「出て行け」と非難されるが、太陽放射を推力に使うアイディアで答える。喫煙者。
パルメーシュワル・ジョーシー
演 - シャルマン・ジョーシー
ペイロードの専門家。女性に縁がなく、チームに入る前には占い師から「（女性と巡り会うには）火星に近寄るな」と言われていた。
アナント・イェンガー
演 - H・G・ダッタトレーヤ
定年を1年後に控えた設計技師。妻と二人暮らしで、ミッション延期の時は二人で巡礼に行こうとしていた。菜食主義者。
ルパート・デサイ
演 - ダリップ・タヒール
NASA在籍時代に数々のミッションに携わった科学者。ISROに入ってからは、遅れているインドが自主開発をするより、NASAの技術を導入すべきと主張してラケーシュと対立する。

## 製作
2018年、マーズ・オービター・ミッションが発射された（2013年）のと同じ11月5日に『ミッション・マンガル』は発表された。主要撮影は遅くとも11月中旬に始まった。2月初め、パンヌは撮影日程を終了した。
シャクティは、クマールとバーランの演じた役は、個人的にモーハンラールとシュリデヴィが念頭にあったという。シャクティは、クマールの主演した『パッドマン 5億人の女性を救った男』でR・バールキの元で助監督を務めたときにアイディアをクマールに伝えた。
2018年11月、著作権侵害の訴訟が映画監督のラーダー・バーラドワジから製作者に対して起こされた

## 反響

### 批評家の評価
『ミッション・マンガル』は、おしなべて好意的な評価を批評家から受けている。「ニュース18」でラジーヴ・マサンドは、5点満点中の3.5点を付け、「一言で言えば、『ミッション・マンガル』は面白く、楽しい。愛国主義も全く場違いとは感じない。ジャガン・シャクティ監督は、発射して何度も舞い上がる宇宙映画を提供した」と述べた。「ヒンドゥスタン・タイムズ」のラジャ・センは5点満点の2点とし、「事実は膨大だが、ジャガン・シャクティ監督は手早く作り事らしくという方針で進み、寓話のようにも見える負け犬の話（好ましいことが多い）を作った」と評した。

### 興行成績
『ミッション・マンガル』は公開初日に2億9160万ルピーの収入をインドで上げ、2019年のボリウッド映画として3番目に高い初日収入となるとともに、クマール主演の映画として最高の初日収入だった。2日目には1億6750万-1億7千万ルピーを記録し、特にムンバイ・マイソール・コルカタ地区で多かった。公開3日目は土曜日となり、2億3500万ルピーを集めた。日曜日には2億7500万ルピーを稼ぎ、2019年のボリウッド映画で1日最高を記録した。その翌日は金曜日と比較して50%減となる8500万 - 8750万ルピーだった。
2019年10月12日時点で29億0590万ルピーを稼ぎ（内訳はインド国内で23億8千万ルピー、国外で5億1790万ルピー）、2019年のボリウッド映画で第7位となった。